# Popis mletačkih duždeva
Popis mletačkih duždeva. 

## 7. stoljeće
- Paolo Lucio Anafesto, (697.)

## 8. stoljeće
- Marcello Tegalliano, (717. – 726.)
- Urso Ipato (Orso Ipato), (726. – 737.)

Interregnum 737. – 742. gdje su se umjesto duždeva birali magister militum
- Dominicus Leo Abrogatis, (737.)
- Felice Cornicola, (738.)
- Teodato Ipato, (739.)
- Gioviano Cepanico Ipato, (740.)
- Giovanni Fabriciaco, (741.)

Ponovno biranje duždeva:
- Teodato Ipato, (742.), svrgnut, oslijepljen i prognan
- Galla Lupanio, (755.), svrgnut, oslijepljen i prognan
- Domenico Monegario, (756.), svrgnut, oslijepljen i prognan
- Maurizio Galbaio, (764.)
- Giovanni Galbaio, (787.)

## 9. stoljeće
- Obelerio Antenoreo, (804.)
- Anđelo Particijak (Angelo Participazio), (809.)
- Justinijan Particijak (Giustiniano Participazio), (827.)
- Ivan I. Particijak (Giovanni I Participazio), (829.)
- Petar Tradonik (Pietro Tradonico), (837.)
- Urso I. Particijak (Orso I Participazio), (864.)
- Ivan II. Particijak (Giovanni II Participazio), (881.)
- Petar I. Kandijan (Pietro I Candiano), (887.)
- Pietro Tribuno, (888.)

## 10. stoljeće
- Urso II. Particijak (Orso II.Participazio), (912.)
- Petar II. Kandijan (Pietro II Candiano), (932.)
- Petar Particijak (Pietro Participazio), (939.)
- Petar III. Kandijan (Pietro III Candiano), (942.)
- Petar IV. Kandijan (Pietro IV Candiano), (959.)
- Petar I. Orseolo (Pietro I Orseolo), (976.)
- Vitale Candiano, (978.)
- Tribuno Memmo, (979.)
- Petar II. Orseolo (Pietro II Orseolo), (991.)

## 11. stoljeće
- Oton Orseolo (Ottone II Orseolo), (1009.)
- Pietro Barbolano, (1026.)
- Domenico Flabanico, (1032.)
- Dominik I. Kontaren (Domenico I Contarini), (1043.)
- Domenico Selvo, (1071.)
- Vital Faliero de' Doni, (1084.)
- Vital I. Michele, (1096.)

## 12. stoljeće
- Ordelaf Falier (Ordelafo Faliero), (1102.)
- Dominik Michiel (Domenico Michele), (1117.)
- Pietro Polani, (1130.)
- Domenico Morosini, (1148.)
- Vital II. Michele, (1156.)
- Sebastian Ziani, (1172.)
- Orio Mastropiero, (1178.)
- Henrik Dandolo (Enrico Dandolo), (1192.)

## 13. stoljeće
- Pietro Ziani, (1205.)
- Jacopo Tiepolo, (1229.)
- Marino Morosini, (1249.)
- Reniero Zeno, (1252.)
- Lorenzo Tiepolo, (1268.)
- Jakov Kontaren (Jacopo Contarini), (1275.)
- Ivan Dandolo (Giovanni Dandolo), (1280.)
- Pietro Gradenigo, (1289.)

## 14. stoljeće
- Marino Zorzi, (1311.)
- Giovanni Soranzo, (1312.)
- Francesco Dandolo, (1328.)
- Bartolomeo Gradenigo, (1339.)
- Andrija Dandolo (Andrea Dandolo), (1342.)
- Marin Falier (Marino Faliero), (1354.)
- Giovanni Gradenigo, (1355.)
- Ivan Dolfin (Giovanni Delfino), (1356.)
- Lorenzo Celsi, (1361.)
- Marco Cornaro, (1365.)
- Andrija Kontaren (Andrea Contarini), (1367.)
- Michele Morosini, (1382.)
- Antonio Veniero, (1382.)
- Michele Steno, (1400.)

## 15. stoljeće
- Tommaso Mocenigo, (1413.)
- Francesco Foscari, (1423.)
- Pasqual Malipiero, (1457.)
- Cristoforo Moro, (1462.)
- Nicolo Trono, (1476.)
- Nicolo Marcello, (1473.)
- Pietro Mocenigo, (1474.)
- Andrea Vendramino, (1476.)
- Giovanni Mocenigo, (1478.)
- Marco Barbarigo, (1485.)
- Agostin Barbarigo, (1486.)

## 16. stoljeće
- Leonardo Loredan, (1501.)
- Antonio Grimani, (1521.)
- Andrea Gritti, (1523.)
- Pietro Lando, (1538.)
- Francesco Donato, (1545.)
- Marcantonio Trivisano, (1553.)
- Francesco Veniero, (1554.)
- Lorenzo Priuli, (1556.)
- Giorolamo Priuli, (1559.)
- Pietro Loredan, (1567.)
- Alvise Mocenigo, (1570.)
- Sebastiano Veniero, (1577.)
- Nicolo` da Ponte, (1578.)
- Pasqual Cicogna, (1585.)
- Marino Grimani, (1595.)

## 17. stoljeće
- Leonardo Donato, (1606.)
- Marcantonio Memmo, (1612.)
- Giovanni Bembo, (1615.)
- Nicolo` Donato, (1618.)
- Antonio Priuli, (1618.)
- Franjo Kontaren (Francesco Contarini), (1623.)
- Giovanni Cornaro, (1624.)
- Nikola Kontaren (Nicolo` Contarini), (1630.)
- Francesco Erizzo, (1631.)
- Francesco Molin, (1646.)
- Karlo Kontaren (Carlo Contarini), (1655.)
- Francesco Cornaro, (1656.)
- Bertuccio Valiero, (1656.)
- Giovanni Pesaro, (1658.)
- Dominik II. Kontaren (Domenico II Contarini), (1659.)
- Nicolo` Sagredo, (1674.)
- Luj Kontaren (Luigi Contarini), (1676.)
- Marcantonio Giustinian, (1683.)
- Francesco Morosini, (1688.)
- Silvestro Valiero, (1694.)
- Alvise Mocenigo, (1700.)

## 18. stoljeće
- Giovanni Cornaro, (1709.)
- Sebastiano Mocenigo, (1722.)
- Carlo Ruzzini, (1732.)
- Alvise Pisani, (1735.)
- Pietro Grimani, (1741.)
- Francesco Loredan, (1752.)
- Marco Foscarini, (1762.)
- Alvise Giovanni Mocenigo, (1763.)
- Paolo Renier, (1779.)
- Ludovik Manin (Ludovico Manin), (1789.)